# Wörther Kreuz
Das Wörther Kreuz ist ein planfreies Kreuzungsbauwerk in Wörth am Rhein, das die Bundesstraßen 9 und 10 sowie die Landesstraße 540 miteinander verbindet. Unmittelbar westlich des Wörther Kreuzes endet die Bundesautobahn 65, östlich des Schnittpunktes der autobahnähnlich ausgebauten Bundesstraßen geht die B 10 nach Querung des Rheins in die Südtangente Karlsruhes über.
Die A 65/B 10 zwischen der Anschlussstelle Kandel-Süd und Maximiliansau und der Anschluss an die B 9 wurden 1980 fertiggestellt. Östlich des Wörther Kreuzes entstand eine 676 Meter lange Grundwasserwanne für 22,3 Millionen DM. Der südliche Ast Richtung Hagenbach (heute L 540, damals B 9) wurde 1989 für den Verkehr freigegeben. Er dient als Ortsumgehung für Maximiliansau.

## Verkehrsbelastung
| Von                 | Nach             | Durchschnittliche tägliche Verkehrsstärke | Durchschnittliche tägliche Verkehrsstärke | Durchschnittliche tägliche Verkehrsstärke | Anteil Schwerlastverkehr | Anteil Schwerlastverkehr | Anteil Schwerlastverkehr |
| Von                 | Nach             | 2005                                      | 2010                                      | 2015                                      | 2005                     | 2010                     | 2015                     |
| ------------------- | ---------------- | ----------------------------------------- | ----------------------------------------- | ----------------------------------------- | ------------------------ | ------------------------ | ------------------------ |
| AS Wörth-Dorschberg | AS Wörther Kreuz | 40.400                                    | 40.800                                    | 45.700                                    | 12,8 %                   | 12,0 %                   | 13,0 %                   |
| AS Wörther Kreuz    | Anschluss B 10   | 66.000                                    | 63.000                                    | 69.800                                    | 10,3 %                   | 10,1 %                   | 11,0 %                   |
| AS Wörth (B 9)      | AS Wörther Kreuz | 30.600                                    | 35.200                                    | 31.600                                    | 13,6 %                   | 11,7 %                   | 11,7 %                   |